# Comtat de Santa Barbara
El Comtat de Santa Barbara, en anglès: Santa Barbara County, California, oficialment County of Santa Barbara, és un comtat dels Estats Units situat a Califòrnia meridional. En el cens de 2010 tenia 423.895 habitants. La seu del Comtat és Santa Barbara, i la ciutat més gran és Santa Maria.
Santa Barbara County comprén la Santa Maria-Santa Barbara, CA Metropolitan Statistical Area. La major part del comtat és part de la California Central Coast. La seva economia inclou enginyeria, extracció de recursos (particularment el petroli i terres diatomees), vinificació, agricultura i educació. Al sud del comtat són importants el software i el turisme.

## Història
La zona del comtat de Santa Barbara i de Santa Barbara estava habitada pels amerindis com a mínim des de fa 13.000 anys. Els Chumash habitaven la zona i van fer pintures rupestres.
El 1542 Juan Rodríguez Cabrillo explorà la zona. Gaspar de Portolà explorà la zona costanera el 1769.
El Presidio de Santa Barbara va ser fundat el 1782 seguit per la Mission Santa Barbara el 1786 – ambdós en l'actual ciutat de Santa Barbara.
El contacte amb els europeus va ser devastador per la tribu Chumash però encara n'hi ha supervivents i el 1901, es va establir la Santa Ynez Reservation.
Santa Barbara County va ser un dels 27 comtats originals californians del 1850. Després el comtat es va subdividir per a crear Ventura County el 1873.

### Llocs per habitants, raça i ingressos
| Llocs per habitants i raça | Llocs per habitants i raça | Llocs per habitants i raça | Llocs per habitants i raça | Llocs per habitants i raça | Llocs per habitants i raça | Llocs per habitants i raça | Llocs per habitants i raça | Llocs per habitants i raça       |
| Lloc                       | Type                       | Population                 | White                      | Other                      | Asian                      | Black or African American  | Native American            | Hispanic or Latino (of any race) |
| -------------------------- | -------------------------- | -------------------------- | -------------------------- | -------------------------- | -------------------------- | -------------------------- | -------------------------- | -------------------------------- |
| Ballard                    | CDP                        | 429                        | 94.6%                      | 4.4%                       | 0.0%                       | 0.0%                       | 0.9%                       | 5.4%                             |
| Buellton                   | City                       | 4,712                      | 69.9%                      | 23.0%                      | 4.2%                       | 0.4%                       | 2.5%                       | 38.9%                            |
| Carpinteria                | City                       | 13,106                     | 73.0%                      | 21.9%                      | 3.4%                       | 0.4%                       | 1.4%                       | 42.6%                            |
| Casmalia                   | CDP                        | 224                        | 100.0%                     | 0.0%                       | 0.0%                       | 0.0%                       | 0.0%                       | 95.1%                            |
| Cuyama                     | CDP                        | 88                         | 100.0%                     | 0.0%                       | 0.0%                       | 0.0%                       | 0.0%                       | 50.0%                            |
| Garey                      | CDP                        | 160                        | 40.6%                      | 59.4%                      | 0.0%                       | 0.0%                       | 0.0%                       | 65.6%                            |
| Goleta                     | City                       | 29,634                     | 74.5%                      | 14.5%                      | 9.6%                       | 1.1%                       | 0.4%                       | 30.5%                            |
| Guadalupe                  | City                       | 6,901                      | 82.2%                      | 13.4%                      | 1.2%                       | 1.2%                       | 2.0%                       | 85.3%                            |
| Isla Vista                 | CDP                        | 23,640                     | 66.1%                      | 15.7%                      | 14.6%                      | 2.0%                       | 1.5%                       | 21.9%                            |
| Lompoc                     | City                       | 42,178                     | 64.8%                      | 24.3%                      | 2.9%                       | 5.8%                       | 2.2%                       | 51.7%                            |
| Los Alamos                 | CDP                        | 1,430                      | 63.2%                      | 30.9%                      | 2.4%                       | 0.0%                       | 3.4%                       | 49.9%                            |
| Los Olivos                 | CDP                        | 928                        | 95.7%                      | 3.2%                       | 0.4%                       | 0.0%                       | 0.6%                       | 6.6%                             |
| Mission Canyon             | CDP                        | 1,885                      | 91.5%                      | 8.5%                       | 0.0%                       | 0.0%                       | 0.0%                       | 10.9%                            |
| Mission Hills              | CDP                        | 3,512                      | 86.1%                      | 9.9%                       | 1.7%                       | 1.5%                       | 0.9%                       | 37.2%                            |
| Montecito                  | CDP                        | 9,079                      | 92.0%                      | 4.6%                       | 1.9%                       | 0.7%                       | 0.8%                       | 6.4%                             |
| New Cuyama                 | CDP                        | 473                        | 82.9%                      | 11.8%                      | 0.0%                       | 1.1%                       | 4.2%                       | 56.9%                            |
| Orcutt                     | CDP                        | 28,591                     | 85.8%                      | 8.0%                       | 3.6%                       | 1.3%                       | 1.3%                       | 19.8%                            |
| Santa Barbara              | City                       | 88,192                     | 74.8%                      | 18.6%                      | 3.8%                       | 1.9%                       | 0.9%                       | 38.4%                            |
| Santa Maria                | City                       | 96,803                     | 78.6%                      | 13.8%                      | 5.4%                       | 1.3%                       | 0.9%                       | 70.1%                            |
| Santa Ynez                 | CDP                        | 5,018                      | 81.0%                      | 10.9%                      | 0.3%                       | 0.5%                       | 7.3%                       | 18.8%                            |
| Sisquoc                    | CDP                        | 211                        | 56.4%                      | 26.5%                      | 0.0%                       | 0.0%                       | 17.1%                      | 44.5%                            |
| Solvang                    | City                       | 5,237                      | 91.0%                      | 5.3%                       | 1.1%                       | 0.1%                       | 2.6%                       | 20.1%                            |
| Summerland                 | CDP                        | 1,381                      | 80.4%                      | 9.0%                       | 10.6%                      | 0.0%                       | 0.0%                       | 3.1%                             |
| Toro Canyon                | CDP                        | 1,205                      | 92.9%                      | 2.1%                       | 5.0%                       | 0.0%                       | 0.0%                       | 2.5%                             |
| Vandenberg AFB             | CDP                        | 3,886                      | 66.3%                      | 18.0%                      | 4.9%                       | 8.3%                       | 2.4%                       | 19.0%                            |
| Vandenberg Village         | CDP                        | 6,797                      | 85.5%                      | 8.6%                       | 2.8%                       | 1.7%                       | 1.4%                       | 15.0%                            |

| Llocs per habitants i ingressos | Llocs per habitants i ingressos | Llocs per habitants i ingressos | Llocs per habitants i ingressos | Llocs per habitants i ingressos | Llocs per habitants i ingressos |
| Lloc                            | Type                            | Population                      | Per capita income               | Median household income         | Median family income            |
| ------------------------------- | ------------------------------- | ------------------------------- | ------------------------------- | ------------------------------- | ------------------------------- |
| Ballard                         | CDP                             | 429                             | $52,048                         | $123,750                        | $137,000                        |
| Buellton                        | City                            | 4,712                           | $29,017                         | $66,964                         | $96,719                         |
| Carpinteria                     | City                            | 13,106                          | $34,182                         | $68,498                         | $75,479                         |
| Casmalia                        | CDP                             | 224                             | $11,113                         | $38,750                         | $38,320                         |
| Cuyama                          | CDP                             | 88                              | $11,897                         | $46,875                         | $46,875                         |
| Garey                           | CDP                             | 160                             | $19,144                         | $85,694                         | $44,375                         |
| Goleta                          | City                            | 29,634                          | $34,263                         | $72,870                         | $91,370                         |
| Guadalupe                       | City                            | 6,901                           | $13,647                         | $44,575                         | $44,965                         |
| Isla Vista                      | CDP                             | 23,640                          | $10,324                         | $22,834                         | $44,613                         |
| Lompoc                          | City                            | 42,178                          | $19,851                         | $47,592                         | $52,811                         |
| Los Alamos                      | CDP                             | 1,430                           | $31,110                         | $72,717                         | $68,750                         |
| Los Olivos                      | CDP                             | 928                             | $53,469                         | $78,750                         | $96,250                         |
| Mission Canyon                  | CDP                             | 1,885                           | $58,109                         | $77,212                         | $121,250                        |
| Mission Hills                   | CDP                             | 3,512                           | $33,425                         | $67,875                         | $71,250                         |
| Montecito                       | CDP                             | 9,079                           | $74,853                         | $112,656                        | $143,194                        |
| New Cuyama                      | CDP                             | 473                             | $17,082                         | $42,574                         | $43,036                         |
| Orcutt                          | CDP                             | 28,591                          | $30,843                         | $67,453                         | $78,474                         |
| Santa Barbara                   | City                            | 88,192                          | $37,087                         | $63,401                         | $76,171                         |
| Santa Maria                     | City                            | 102,087                         | $18,915                         | $51,664                         | $53,166                         |
| Santa Ynez                      | CDP                             | 5,018                           | $43,711                         | $102,618                        | $102,571                        |
| Sisquoc                         | CDP                             | 211                             | $19,860                         | $50,833                         | $52,917                         |
| Solvang                         | City                            | 5,237                           | $39,139                         | $61,133                         | $74,782                         |
| Summerland                      | CDP                             | 1,381                           | $46,569                         | $78,750                         | $102,188                        |
| Toro Canyon                     | CDP                             | 1,205                           | $85,602                         | $108,438                        | $121,500                        |
| Vandenberg AFB                  | CDP                             | 3,886                           | $20,595                         | $56,139                         | $56,778                         |
| Vandenberg Village              | CDP                             | 6,797                           | $35,189                         | $78,480                         | $92,816                         |

## Ciutats
- Buellton
- Carpinteria
- Goleta
- Guadalupe
- Lompoc
- Santa Barbara (county seat)
- Santa Maria (Largest City)
- Solvang

### Census-designated places
- Ballard
- Casmalia
- Cuyama
- Garey
- Isla Vista
- Los Alamos
- Los Olivos
- Mission Canyon
- Mission Hills
- Montecito
- New Cuyama
- Orcutt
- Santa Ynez
- Sisquoc
- Summerland
- Toro Canyon
- Vandenberg Air Force Base
- Vandenberg Village

### Unincorporated communities
- Gaviota
- Hollister Ranch
- Hope Ranch
- Painted Cave
- Surf
- Ventucopa